# Elektriciteitscentrale Bergkamen
Elektriciteitscentrale Bergkamen (Kraftwerk Heil) is een steenkool-gestookte centrale in stadsdeel Heil van Bergkamen in de Duitse deelstaat Noordrijn-Westfalen.
De centrale ligt naast het Datteln-Hammkanaal en wordt zowel door het Duitse energiebedrijf RWE als door STEAG geëxploiteerd.
Het vermogen is 780 MW en de schoorsteen is 284 meter hoog.

## Externe links

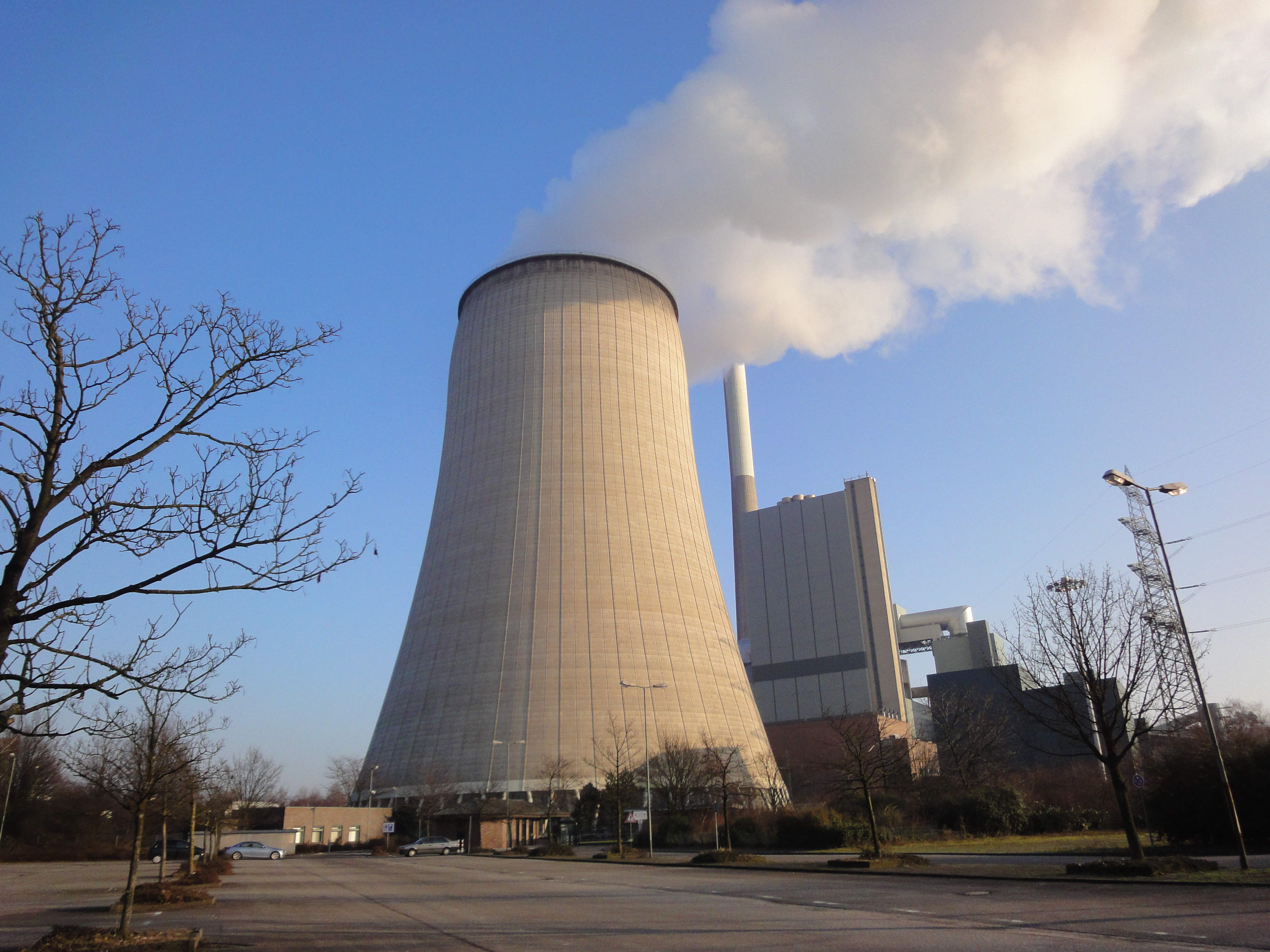
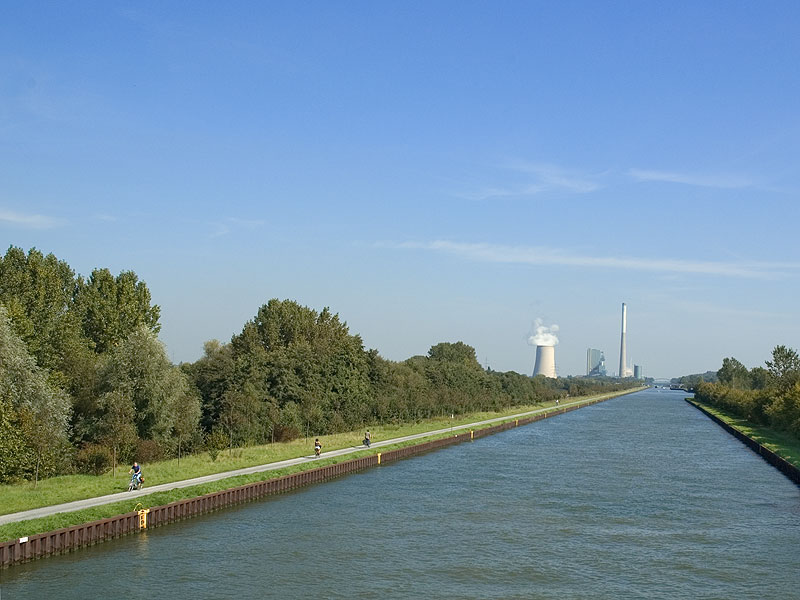